# Гај Фламиније
Гај Фламиније Непот (лат. Gaius Flaminius Nepos, до 217. п. н. е.) је био римски војсковођа и политичар. Два пута је био конзул, а као народни трибун супростављао се ауторитету Сената заступајући осиромашени народ. Његовим залагањем народу је 232. п. н. е. подељена земља отета од Гала код Пиценума, а то је био узрок за рат Гала против Римске републике. Победио је 223. п. н. е. галско племе Инсубра. Као цензор изградио је Фламинијев пут, који је повезивао Рим са Ариминијем. Изградио је и Фламинијев циркус. У Цисалпинској Галији основао је колоније Кремону и Плацентију. Погинуо је 217. п. н. е. у бици код Тразименскога језера, а римска војска је тада била уништена у Ханибаловој заседи.

## Деоба галске земље
Након завршетка Првога пунскога рата Фламиније је као скоројевић постао вођа реформистичкога покрета и залагао се за реорганизацију власништва над државном земљом у Италији. Изабран је 232. п. н. е. за народнога трибуна. Тада се залагао да се сиромашним Римљанима подели земља, која је освојена од галског племена Сенона. Радило се о земљи у Пиценуму, који се налазио јужно од Ариминија. Сенат и патрицији су се супротстављали његовим намерама, па је он организовао плебисцит не консултујући Сенат, што је било противно обичајима. Патрицији су му претили да ће га прогласити државним непријатељем, да ће на њега подићи војску, али Фламиније се одржао захваљујући подршци народа.

## Подела земље узрок рата са Галима
Изабран је 227. п. н. е. за првога претора Сицилије. Веома успешно је водио администрацију Сицилије, тако да су тридесетак година касније Сицилијанци показали своју захвалност шаљујући Риму велику количину жита. Његов син Гај Фламиније Млађи је тада био курулни едил, па су на тај начин показивали захвалност због очевих дела. Током 225. п. н. е. избио је рат са Галима, а главни узрок рата је био Фламинијев аграрни закон и подела Пиценума римским грађанима 232. п. н. е. Гали су сумњали у империјалистичке намере Рима и били су уверени да је циљ Римљана да истера Гале из Падске низије. Римљани су победили велику галску војску у бици код Теламона 225. пре н. е, а до 221. п. н. е. ставили су под своју контролу готово целу Падску низију.

## Победа над Инсубрима
Гај Фламиније је 223. п. н. е. по први пут изабран за конзула заједно са Публијем Фуријем Филом. Два конзула су напала галску територију и прешли на територију Инсубра близу ушћа Аде и реке По. Нападали су, пустошили и пљачкали територију Инсубра и њихових савезника Ценомана. Након тога Инсубри су окупили 50.000 војника за одлучујућу битку. Инсубри су имали много више војске од Римљана. Фламиније је наредио да се поруше мостови да би тако спречио своју војску да мисли на бег. Пошто су знали да су Гали најопаснији почетком битке и да су њихови мачеви тада најоштрији војни трибуни су напред поставили тријаре са копљима. Након што су Гали на почетку битке истрошили своје мачеве на копљима тада је наступила римска војска са својим мачевима и успели су да побију много Гала и победе у бици. Полибије наводи да је Гај Фламинија лоше распоредио римску војску крај реке спречавајући тактичке покрете, па је постојала опасност да заврше у реци. Римљани су победили захваљујући војним трибунима.

## Непоштовање неповољних знамења и Сената
Пре битке са Инсубрима Сенат је послао запечаћена писма двојици конзула са наређењима да обуставе рат са Инсубрима и да се са војском врате у Рим. Главни разлог су била неповољна знамења пред битку са Инсубрима. Гај Фламиније није хтео да отвори писмо пре битке са Галима. Након победе над Инсубрима и пустошења њихове територије вратио се у Рим са много ратнога плена, али најпре је Сенат одбијао да му изгласа тријумф. Када су му ипак изгласали тријумф присилили су га да се одрекне конзулата. Био је 222. п. н. е. именован за команданта коњице за време диктатора Марка Минуција Руфа, али одмах је смењен јер се чуо миш током његовога именовања.

## Цензор
Изабран је 220. п. н. е. за цензора заједно са Луцијем Емилијем Папом. Започео је са интензивном градитељском активношћу. Изградио је Фламинијеву цесту ( Виа Фламинија ), која је водила од Рима, кроз Етрурију и Умбрију до Ариминија. Та цеста ће постати једна од главних саобраћајница у Италији. Изградио је и велики Циркус Фламинијус на Марсовим пољима. У Цисалпинској Галији је основао колоније у Кремони и Плацентији. Реорганизовао је центуријатску скупштину, да би гласови сиромашнијих имали већу тежину него што је до тада био случај.

## Други пунски рат
Римљани су доживели серију пораза на почетку Другога пунскога рата. Гај Фламиније је 217. п. н. е. изабран за конзула заједно са Гнејем Сервилијем Гемином. Две римске конзуларне војске биле су смањене након римскога пораза у бици код Требије и због тога су регрутоване четири нове легије. Након преузимања дужности Гај Фламиније повео је војску јужније Арециј (Арецо) у Етрурији да би припремио одбрану самога Рима. Постојала су два пута за Етрурију, али Ханибал није одабрао много лакши пут, него се одлучио да крене путем, где га не Гај Фламиније не очекују. Одабрао је тежак пут кроз мочваре реке Арно у Етрурији. Након три до четири дана марша кроз мочваре Ханибал се улогорио. Сазнао је да је Гај Фламиније демагог, да није талентовани војсковођа и да је превише самоуверен. Ханибал је са својом војском прошао поред војске Гаја Фламинија. Ханибал је очекивао спајање две конзуларне војске, па је због тога настојао да увуче Гаја Фламинија у битку пре ного што стигне друга римска војска под заповедништвом Гнеја Сервилија. Ханибал је пустошио територију римских савезника и тако је показивао да римска војска не може да заштити своје савезнике. Пошто није могао навући Фламинија у битку Ханибал је извео велики маневар пролазећи крај левог Фламенијевог крила и одсекао је Фламинија од Рима. Тај потез је био велики ударац за морал римске војске. Седели су и гледали непријатеља где све уништава, а и налази се ближе Риму него они. Фламиније је био критикован од стране Рима, а и сам се желео осветити због Ханибалових пустошења.

## Битка код Тразименскога језера
Гај Фламиније је не чекајући другу римску војску кренуо за Ханибалом са циљем да започне битку са њим. Ханибал је крај Тразименскога језера припремио заседу. Крај језера је припремио војску за битку, а пешадију и коњицу је сакрио по шумовитим брдима, која су била крај пута, којим је требало да прође војска Гаја Фламинија. Гај Фламиније је нестрпљиво очекивао битку, па је пожурујући војску ушао у уску долину испод брда, где су се налазиле сакривене јединице Ханибалове војске. Када је ушао у долину Ханибалова војска затворила му је иза леђа излаз из долине и Картагињани су напали римску војску са три стране. Око 15.000 римских војника убијено је у бици, а око 15.000 је заробљено. Гај Фламиније је погинуо у бици 217. п. н. е.